# Bitwa w zatoce Quiberon
Bitwa w zatoce Quiberon – starcie zbrojne, które miało miejsce 20 listopada 1759 roku i było kluczową bitwą morską wojny siedmioletniej.
Starcie rozegrało się między flotą angielską pod dowództwem admirała Edwarda Hawke z 23 okrętami liniowymi a flotą francuską pod dowództwem admirała Herberta de Brienne, hrabiego Conflans z 21 okrętami liniowymi. Bitwa była decydującym zwycięstwem floty angielskiej, jednym z najświetniejszych w jej historii.
Na jesieni 1759 roku Francuzi byli gotowi do przeprowadzenia długo przygotowywanej inwazji na Wielką Brytanię. Sukces tej operacji miał zapewnić Francji zwycięstwo w wojnie, w której dotychczas Anglicy osiągnęli fenomenalne sukcesy, zdobywając prawie wszystkie francuskie kolonie.
Anglicy wiedzieli o zamiarach Francuzów i wprowadzili blokadę francuskich portów. Jednak 7 listopada sztorm zmusił flotę angielską do szukania schronienia w portach Anglii. To pozwoliło flocie francuskiej wyjść z Brestu, ale sztorm zepchnął okręty daleko na zachód i straciły kilka dni nim mogły popłynąć na południe do głębokowodnej zatoki Morbihan (w języku bretońskim małe morze), gdzie Francuzi zgrupowali armię inwazyjną i jej statki transportowe.
Flota angielska wypłynęła z portu natychmiast po ustaniu sztormu i podjęła pościg. Floty spotkały się rano 20 listopada, w ponownie narastającym sztormie. Conflans rozkazał swoim okrętom szukać schronienia w zatoce Quiberon, osłanianej od strony oceanu przez półwysep o tej samej nazwie oraz wysepki Belle i Les Cardinaux, ale pełnej raf i ukrytych mielizn. Francuzi byli pewni, że bez pilotów znających zatokę i przy pogarszającej się pogodzie Anglicy nie odważą się popłynąć za nimi.
Jednak admirał Hawke, licząc na swoje załogi i przyjmując ogromne ryzyko, rozkazał im wpłynąć do zatoki w pogoni za okrętami francuskimi. Co więcej, rozkazał swoim okrętom podjąć "generalny pościg", w którym każdy okręt mógł działać na własną rękę. Było to przeciwne przyjętej praktyce, według której w trakcie bitwy okręty płynęły w szyku liniowym, ale w warunkach sztormu było jedyną możliwą taktyką.
Bitwa, która nastąpiła pośród szalejącego sztormu, była chaotyczna i bardzo zacięta. Okręty wpadały na mielizny i zderzały się ze sobą. Francuzi zaskoczeni podjęciem bitwy przez Anglików nie byli w stanie uformować szyku bojowego. Trudno opisać dokładnie działania poszczególnych okrętów.
Po zapadnięciu ciemności okręty angielskie zakotwiczyły tam gdzie stały, bez próby uformowania szyku. Dopiero rankiem Anglicy mogli ocenić wielkość swojego zwycięstwa. W trakcie bitwy poprzedniego dnia dwa okręty francuskie, "Thesee" i "Superbe", zatonęły a jeden, "Formidable", został zdobyty.
Rankiem okazało się też, że okręt flagowy admirała Conflansa, "Soleil Royal", zarzucił kotwicę tak nieszczęśliwie, że o świcie był otoczony przez kilka okrętów angielskich. Po daremnej próbie ucieczki, nie chcąc poddać się, Conflans rozkazał załodze opuścić i spalić okręt.
Siedem francuskich okrętów liniowych wyszło z zatoki i zdołało uciec do Rochefort. Jeden, ciężko uszkodzony "Juste", wyszedł z zatoki, ale wpadł na mieliznę i zatonął w ujściu Loary.
Pozostałe 9 okrętów liniowych próbowało wpłynąć w głąb zatoki i schronić się w ujściu rzeki Vilaine. Jeden okręt, "Héros", wpadł na mieliznę i został potem zniszczony przez Anglików. Drugi okręt, "Inflexible", zatonął przy próbie wejścia do rzeczki. Pozostałe siedem okrętów przedostało się przez mielizny po wyrzuceniu za burtę swoich dział, i znalazło schronienie w ujściu rzeczki. Anglicy stracili tylko dwa okręty ("Essex" i "Resolution"), które wpadły na mielizny i musiały zostać porzucone. Straty w ludziach wynosiły tylko 50 zabitych i 250 rannych.
Podsumowując, z 21 okrętów liniowych, Francuzi stracili bezpowrotnie 7. Następne 7 okrętów zostało uwięzionych w ujściu rzeki Vilaine i Francuzom zajęło ponad rok, by je stamtąd wydostać. Zdolność do dalszej walki zachowało tylko 7 okrętów liniowych. W tej sytuacji jakakolwiek próba inwazji na Wielką Brytanię straciła sens. Flota angielska zdobyła niepodzielne panowanie na morzu, które utrzymała do końca wojny.

## Okręty liniowe biorące udział w bitwie (liczba dział)
Obie floty miały też pewną liczbę mniejszych okrętów, które jednak nie odgrywały znaczącej roli w starciu okrętów liniowych.
| Wielka Brytania (nazwa okrętu) | Liczba dział | Francja (nazwa okrętu) | Liczba dział |
| ------------------------------ | ------------ | ---------------------- | ------------ |
| Royal George                   | 100          | Soleil Royal           | 80           |
| Union                          | 90           | Orient                 | 80           |
| Duke                           | 90           | Tonnant                | 80           |
| Namur                          | 90           | Formidable             | 80           |
| Mars                           | 74           | Glorieux               | 74           |
| HMS Warspite                   | 74           | Robuste                | 74           |
| Herkules                       | 74           | Intrépide              | 74           |
| Torbay                         | 74           | Thesée                 | 74           |
| Magnanime                      | 74           | Magnifique             | 74           |
| Resolution                     | 74           | Héros                  | 74           |
| Hero                           | 74           | Dauphin Royal          | 70           |
| Swiftsure                      | 70           | Northumberland         | 70           |
| Dorsershire                    | 70           | Superbe                | 70           |
| Burford                        | 70           | Juste                  | 70           |
| Chichester                     | 70           | Dragon                 | 64           |
| Temple                         | 70           | Solitaire              | 64           |
| Revenge                        | 64           | Eveille                | 64           |
| Essex                          | 64           | Brilliant              | 64           |
| Kingston                       | 60           | Inflexible             | 64           |
| Intrepid                       | 60           | Sphinx                 | 64           |
| Montague                       | 60           | Bizarre                | 64           |
| Dunkirk                        | 60           | -                      | -            |
| Defiance                       | 60           | -                      | -            |